# Stibara rufina
Stibara rufina är en skalbaggsart som först beskrevs av Francis Polkinghorne Pascoe 1858. Stibara rufina ingår i släktet Stibara och familjen långhorningar.
Artens utbredningsområde är:
- Laos.
- Myanmar.

Inga underarter finns listade i Catalogue of Life.